# Grażyna Jarząb
Grażyna Jarząb (ur. 12 sierpnia 1956 w Kędzierzynie, zm. 8 kwietnia 2021 w Niemczech) – polska lekkoatletka, specjalizująca się w skoku wzwyż i w skoku w dal, wicemistrzyni i reprezentantka Polski.

## Kariera sportowa
Była zawodniczką Chemika Kędzierzyn.
W 1973 została wicemistrzynią Polski seniorek na otwartym stadionie w skoku wzwyż.
W 1973 wystąpiła na mistrzostwach Europy juniorów, zajmując 8. miejsce w skoku w dal, z wynikiem 5,85 i odpadając w eliminacjach skoku wzwyż, z wynikiem 1,65. 
Rekord życiowy w skoku wzwyż: 1,76 (10.08.1973), w skoku w dal: 6,26 (29.05.1975).